# باشگاه فوتبال تمپت
باشگاه فوتبال تمپت یک باشگاه فوتبال حرفه‌ای است که در سنت مارک، هائیتی واقع شده است. این باشگاه در سال ۱۹۷۰ تاسیس شد و در لیگ برتر هائیتی شرکت می‌کند.

## افتخارات
- لیگ برتر هائیتی: ۵ قهرمانی
- جام حذفی هائیتی: ۵ قهرمانی
- سوپر جام هائیتی: ۱ قهرمانی